# El Cerrito, Santo Tomás Tamazulapan
El Cerrito är en ort i Mexiko.   Den ligger i kommunen Santo Tomás Tamazulapan och delstaten Oaxaca, i den sydöstra delen av landet, 400 km sydost om huvudstaden Mexico City. El Cerrito ligger 1 827 meter över havet och antalet invånare är 210.
Terrängen runt El Cerrito är varierad, och sluttar norrut. Runt El Cerrito är det glesbefolkat, med 19 invånare per kvadratkilometer. Närmaste större samhälle är Miahuatlán de Porfirio Díaz, 9,4 km norr om El Cerrito. I omgivningarna runt El Cerrito växer huvudsakligen savannskog.